# Bismarckhütter SV 99
Bismarckhütter SV 99 was een Duitse voetbalclub uit de Silezische stad Königshütte, meer bepaald in de wijk Bismarckhütte, dat na de Tweede Wereldoorlog het Poolse Chorzów werd.

## Geschiedenis

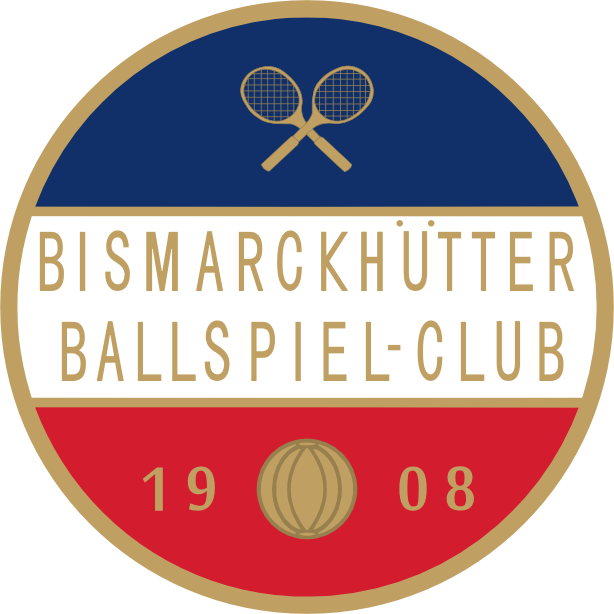
Logo BBC.

De club werd in 1908 opgericht als Bismarckhütter Ballspiel-Club (BBC). De club speelde in 1919/20 voor het eerst in de hoogste klasse van de Opper-Silezische competitie. Volgens de bepalingen van het Verdrag van Versailles kwam er een referendum tot welk land de steden in Opper-Silezië wilden behoren. Ondanks een ruime 3/4de meerderheid dat bij Duitsland wou horen werd Königshütte in 1922 toch aan Polen toebedeeld. Intussen was de club Ruch Chorzów opgericht in 1920. Omdat deze club geen eigen terrein had fuseerde het in 1923 onder Poolse druk met BC Bismarckhütte en ging dan daar spelen.
Na de annexatie van het gebied in 1939 werd er opnieuw onder de Duitse naam gevoetbald en de club nam de naam Bismarckhütter SV 99 aan. De club speelde vanaf 1941 in de Gauliga Oberschlesien. In het eerste seizoen werd de club met drie punten achterstand op Germania Königshütte vicekampioen. Na een seizoen in de middenmoot eindigde de club in 1943/44 samen met TuS Lipine en Germania Königshütte op de eerste plaats. De drie speelden een play-off voor de titel waarbij Bismarckhütte laatste werd.
Na de Tweede Wereldoorlog werd Bismarckhütte opnieuw Pools en werd de Duitse bevolking verdreven.

## Erelijst
Vicekampioen Gauliga Oberschlesien
1942